# Jüdischer Friedhof (Reckendorf)

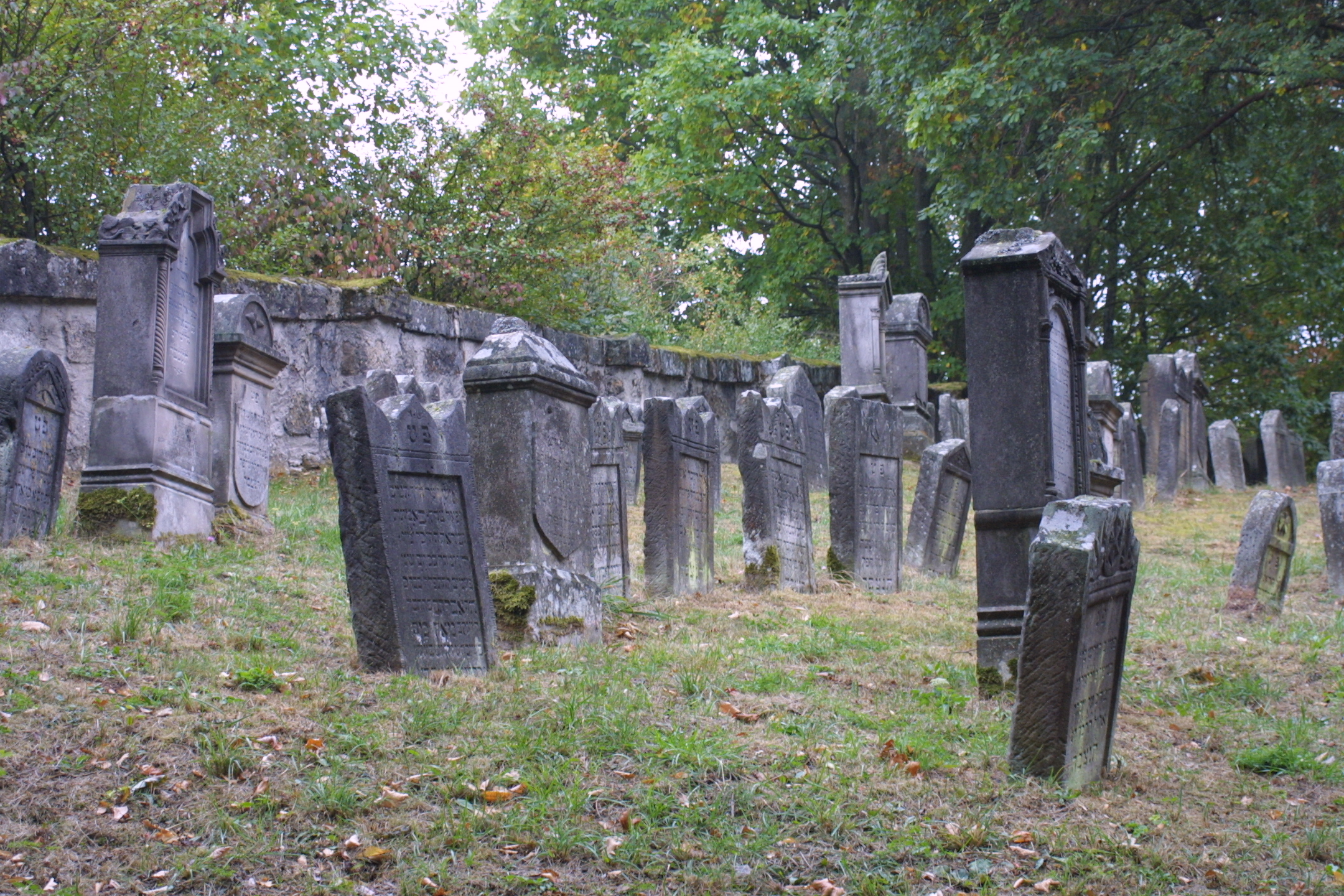
Jüdischer Friedhof in Reckendorf

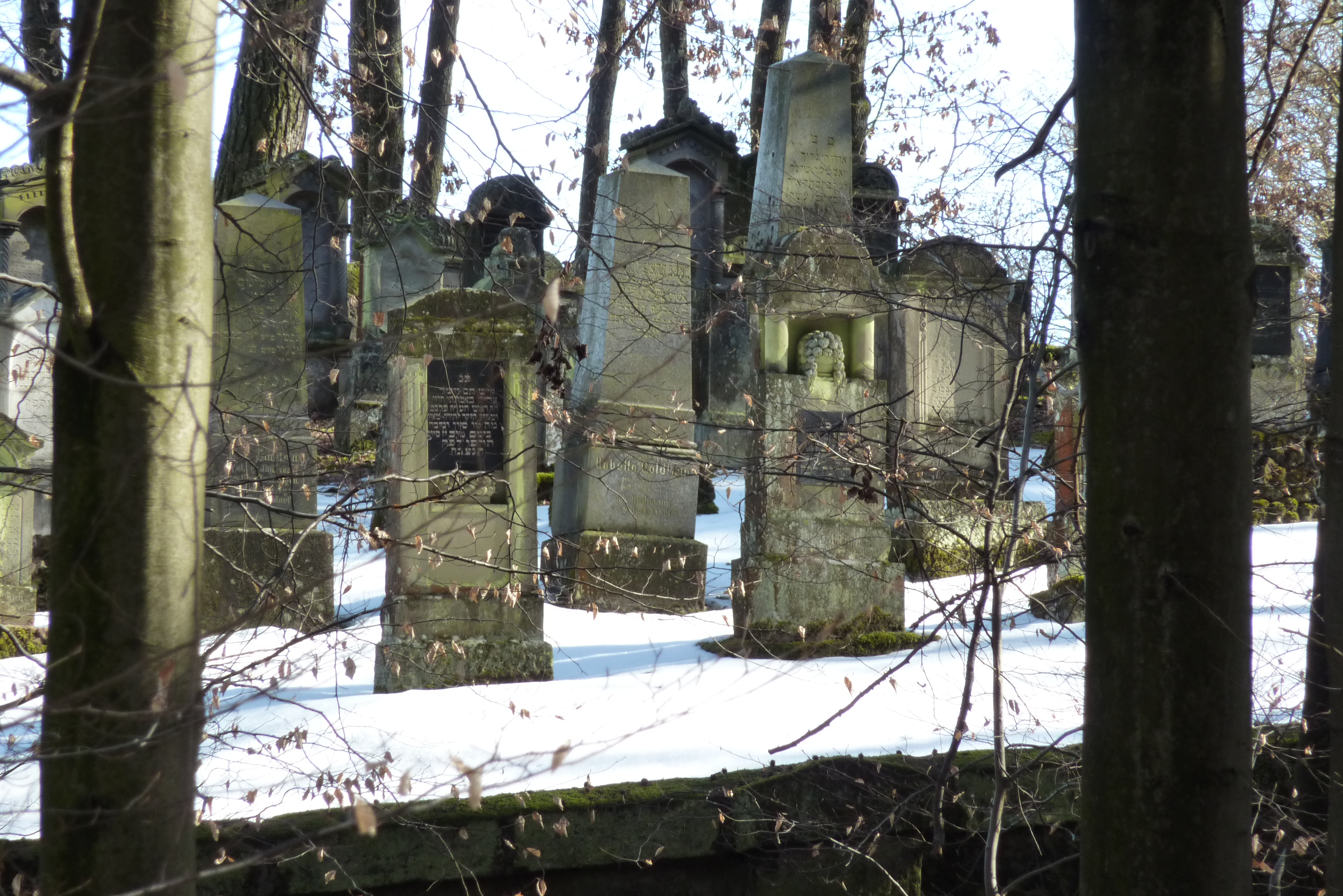
Jüdischer Friedhof in Reckendorf

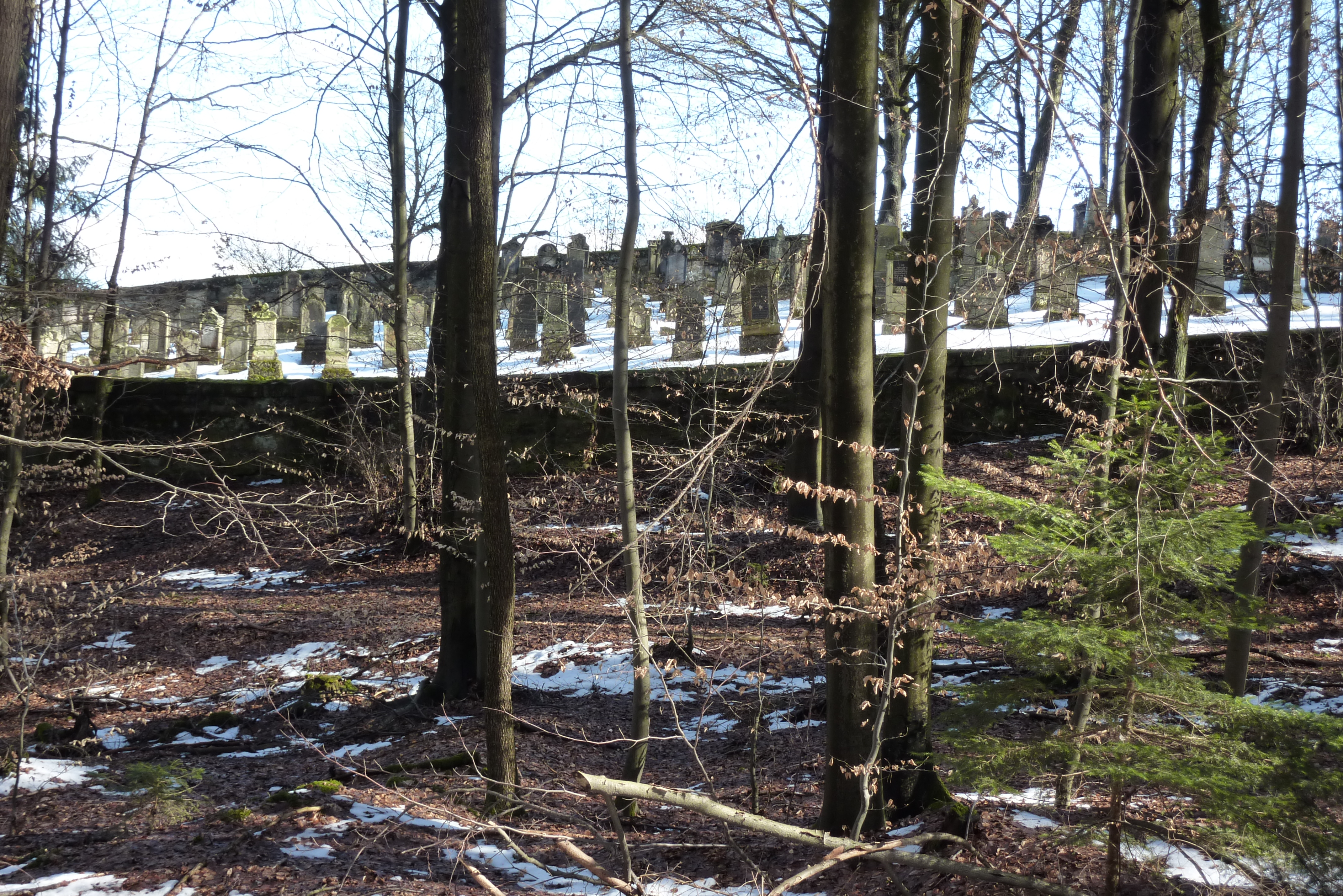
Gesamtansicht des jüdischen Friedhofs in Reckendorf

Der Jüdische Friedhof Reckendorf in Reckendorf, einer Gemeinde im oberfränkischen Landkreis Bamberg in Bayern, wurde 1798 errichtet. Er befindet sich westlich von Reckendorf an einem Waldhang und ist über den von der Lourdes-Kapelle an der Hauptstraße abzweigenden Kapellenweg erreichbar.

## Geschichte
Die jüdische Gemeinde Reckendorf hatte ihre Toten vor 1798 auf dem jüdischen Friedhof Ebern beigesetzt. Die anwachsende jüdische Gemeinde Reckendorf bemühte sich bereits längere Zeit um Errichtung eines eigenen jüdischen Friedhofs. Im Jahr 1798 konnte die jüdische Gemeinde für 300 Gulden an den Weinbergen ein Grundstück zur Anlage eines Friedhofes erwerben. Der älteste Grabstein auf dem 25,10 Ar großen Friedhof stammt von 1798. Der Friedhof ist nach Westen orientiert und nicht wie üblich nach Osten. Er wurde von einer massiven Steinmauer umgeben und im älteren Teil finden sich viele Grabsteine aus Sandstein. Heute sind noch 394 Grabsteine erhalten.